# Jérôme Commandeur
Pour les articles homonymes, voir Commandeur (homonymie).
Jérôme Commandeur est un humoriste, acteur, imitateur et réalisateur français, né le 12 avril 1976 à Argenteuil. Après s'être fait connaître à la fin des années 1990 en participant à l'émission Graines de star, il anime diverses émissions de radio et de télévision et se produit également en one-man-show et au cinéma.

## Biographie

### Origines et études
Jérôme Commandeur est né le 12 avril 1976 à Argenteuil et a une sœur de cinq ans sa cadette. Sa mère est cadre dans une société de crédit immobilier et son père est dessinateur industriel chez Peugeot. Après un baccalauréat économique obtenu au lycée international de Saint-Germain-en-Laye, il échoue à Sciences Po. Il réussit sa licence de lettres à l’université de Cergy-Pontoise et commence une maîtrise de lettres mais abandonne ses études pour assouvir sa passion pour le spectacle.

### Débuts médiatiques et sur scène (1997-2008)
De 1997 à 1999, Jérôme Commandeur se fait connaître à la télévision dans l'émission Graines de star, sur M6, à laquelle il participe une dizaine de fois en tant qu'humoriste. De 1998 à 2000, il anime ensuite Rince ta baignoire sur France 2. Il collabore à l'Hypershow sur Canal+ en 2002.
En 2003, il crée avec Paulo Goude (fils de Jean-Paul Goude et Grace Jones) le duo « Commandeur & Goude ». Leur spectacle est co-écrit par Gérard Miller et mis en scène par Arthur Jugnot. Le duo joue au Petit palais des Glaces et au Café de la Gare à Paris, ainsi qu'en tournée.
En 2007 et 2008, il anime l’émission La télé pète les plombs sur NT1. Il joue le rôle d'un inspecteur du travail dans le film Bienvenue chez les Ch'tis avec Dany Boon. Celui-ci le repère, produit et met en scène son spectacle Jérôme Commandeur se fait discret. Le spectacle démarre au Petit Palais des Glaces à Paris en 2008
Il participe aussi à Fort Boyard le 11 juillet 2009 en compagnie des comédiens Arthur Jugnot, Lucien Jean-Baptiste, Emilie Dequenne, Zakariya Gouram et Joséphine Jobert au bénéfice de l'Institut Pasteur. Leur équipe échoue et remporte le gain minimal de 3000€.

### Chroniqueur radio et rôles au cinéma (2009-2019)

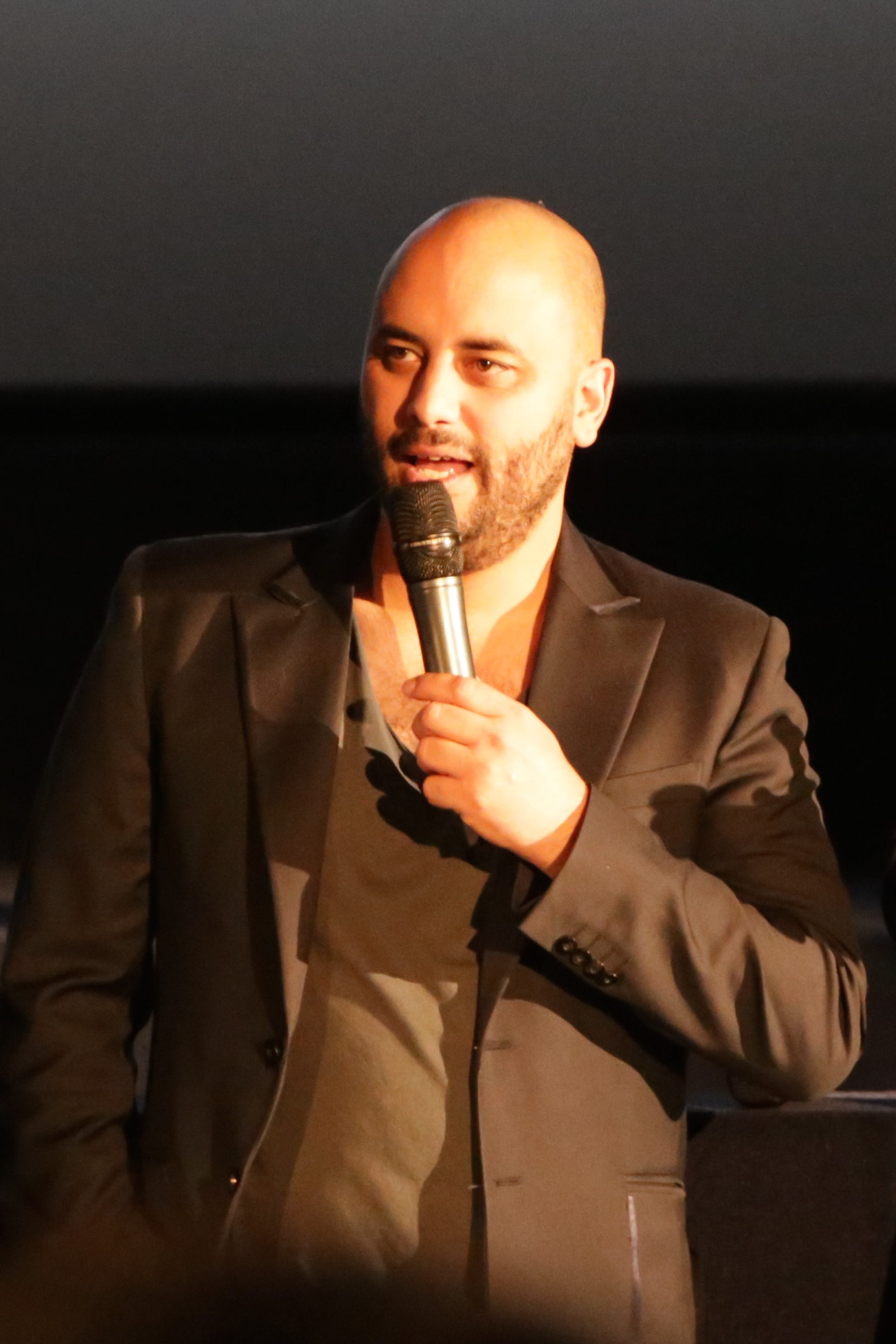
Jérôme Commandeur en 2014 à une avant-première du film Barbecue.

En 2009 et 2010, il joue chaque mois un personnage dans l'émission Les enfants de la télé présenté par Arthur et officie sur Ouï FM avec sa chronique Le Commandeur Replay, billet d'humeur grinçant où il revisite la télé de la veille.
Il va alors enchaîner les rôles sur grand écran dans des comédies populaires. En 2010, il tourne dans Au bistro du coin, réalisé par Charles Nemes, dans Rien à déclarer, de Dany Boon, dans Les Tuche d'Olivier Baroux, dans Hollywoo de Frédéric Berthe avec Florence Foresti et dans De l'huile sur le feu de Nicolas Benamou, où il joue un duo de policiers de quartier, aux côtés de Michaël Youn.
Mais c'est à la radio qu'il peut vraiment se faire connaître. Il entre à Europe 1, où il se voit confier une chronique. Les « Humeurs de Commandeur », billets sur l'actualité, sont diffusés jusqu'en 2014 au sein de plusieurs émissions : Studio Europe 1 animé par Michel Drucker et Wendy Bouchard en 2010 puis dans la matinale d'Aymeric Caron, chez Nicolas Demorand dans Europe 1 Soir, et dans Europe 1 Matin animé par Marc-Olivier Fogiel. En 2011, il intègre la matinale de Bruce Toussaint sur Europe 1 en remplacement de Laurent Ruquier et devient chroniqueur dans l'émission Faites entrer l'invité de Michel Drucker. Profitant de cette visibilité médiatique, il reprend son spectacle au théâtre du Splendid Saint Martin.
Il se lance en 2013 à la télévision : il apparaît quotidiennement sur France 2 avec un programme court, Y'a pas d'âge, dont il est le créateur, scénariste et producteur. Il tourne au cinéma dans Turf, de Fabien Onteniente, Vive la France, de Michaël Youn et La Stratégie de la poussette, de Clément Michel.
Côté radio, en décembre 2014, il remplace Nicolas Canteloup, toujours sur Europe 1, à 8 h 45, avec « Commandeur News » tout en participant régulièrement à l'émission de Cyril Hanouna sur Europe 1 Les Pieds dans le plat.
Il devient rapidement chroniqueur récurrent dans l'émission, où il se fait connaître pour ses imitations (Johnny Hallyday, Navarro, Joe Dassin, Michel Drucker, Karl Lagerfeld, Geneviève de Fontenay, Patrick Sébastien, Julien Lepers, Kendji Girac…) et ses personnages (Eusèbe l'Antillais, Mme Nan-Tzi-Xiu la restauratrice chinoise, Pedro le policier espagnol, Hans Pitterglü le PDG de Picard-Arytza, Jean-Luc Fitouchart le journaliste alcoolique, Maurice Benchekroun le juif pied-noir, Bernard Fiskars le consultant sportif, Emile l'accordéoniste, le voyant Messpère (parodie de l'hypnotiseur Messmer) ou encore les animateurs du Club Med de Djerba : Aziz le chef des sports séducteur, Fifi le chef d'animation gay et Jean-Fifou le chef barman biarrot).

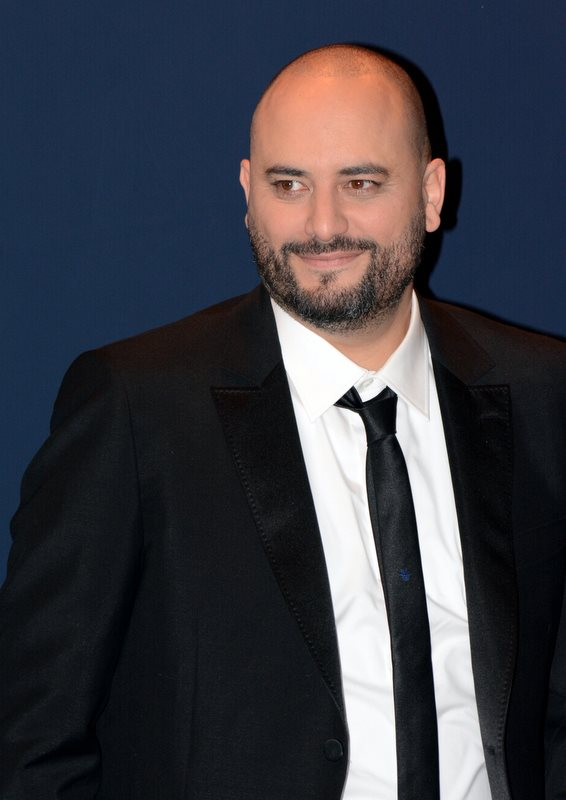
L'humoriste dans le costume d'animateur des César 2017.

Parallèlement, il tourne Supercondriaque de Dany Boon et Barbecue d'Eric Lavaine. En 2015, il tourne dans Babysitting 2 mais prépare surtout son premier long-métrage sur l’île de Ré. La comédie Ma famille t'adore déjà ! sort en effet le 9 novembre 2016.
En juin 2016, Les Pieds dans le Plat s'arrête sur Europe 1.
Il se voit confier l'animation de l'édition de la 42e cérémonie des César, en février 2017.
Il prépare son retour au one-man-show pour 2018, avec Tout en douceur au théâtre de la Gaîté-Montparnasse. Pour ce spectacle, il sera nommé aux Molières 2018 dans la catégorie Molière de l'humour ; Blanche Gardin remportera la récompense.
Le 5 novembre 2018, il est annoncé parmi les animateurs exceptionnels du jeu culte Burger Quiz, créé et historiquement présenté par Alain Chabat. Le 28 novembre, c'est un numéro qu'il anime qui donne le coup d'envoi de la saison 3.
En 2019, il double le cruel empereur romain Maximus dans Playmobil, le film. Il est également à l'affiche du long-métrage Toute ressemblance... de Michel Denisot.

### Carrière depuis 2020
En 2020, Jérôme Commandeur apparait dans la fiction I Love You coiffure, adaptée des sketchs de Muriel Robin et diffusée sur TF1. Autant de personnalités qui prêteront leurs traits aux nombreux personnages secondaires des sketchs de Muriel Robin et donneront la réplique à l'humoriste et comédienne.
En 2021, il est apparu avec de nombreux acteurs expérimentés comme Christian Clavier, Gérard Depardieu, Benoît Poelvoorde dans Mystère à Saint-Tropez, Josiane Balasko dans Un tour chez ma fille et André Dussollier dans Attention au départ !.
Il a également porté la voix du Professeur Erwin Armstrong dans la comédie d'animation Baby Boss 2 : Une affaire de famille.
Il réalise ensuite son second long métrage, Irréductible, où il tient le rôle principal du fonctionnaire cynique Vincent Peltier, pour lequel il recevra le Grand Prix du Festival du film de comédie de l’Alpe d’Huez.
Le 24 juin 2022, il fait ses débuts en tant que nouveau sociétaire de l'émission de radio Les Grosses Têtes, animée par Laurent Ruquier.
Il est également à la comédie d'aventure Jack Mimoun et les secrets de Val Verde de Malik Bentalha et Ludovic Colbeau-Justin dans le rôle du producteur Bruno Quézac suivi en octobre de Plancha d'Éric Lavaine. Une suite dans laquelle on retrouve les acteurs du premier film Barbecue, dont Lambert Wilson et Jérôme Commandeur qui retrouvent leurs personnages.
En 2023, il est à l'affiche d'Astérix et Obélix : L'Empire du Milieu en décrochant le rôle du chef des Gaulois Abraracourcix.

## Filmographie

### Cinéma
- 2007 : L'Invité de Laurent Bouhnik : Richard
- 2008 : Bienvenue chez les Ch'tis de Dany Boon : Inspecteur Lebic
- 2010 : Rien à déclarer de Dany Boon : le conducteur français
- 2010 : Au bistro du coin de Charles Nemes : Jean-Mi
- 2011 : Les Tuche d'Olivier Baroux : Hermann, le patron du Country Club
- 2011 : Hollywoo de Frédéric Berthe : un collègue du studio de doublage
- 2011 : De l'huile sur le feu de Nicolas Benamou : un policier
- 2013 : La Stratégie de la poussette de Clément Michel : Paul Bordinot
- 2013 : Turf de Fabien Onteniente : Jean Bruno
- 2013 : Vive la France de Michaël Youn : Le gendarme
- 2014 : Supercondriaque de Dany Boon : Guillaume Lempreur
- 2014 : Barbecue d'Éric Lavaine : Jean-Michel
- 2015 : Babysitting 2 de Philippe Lacheau et Nicolas Benamou : Michel
- 2016 : Retour chez ma mère d'Éric Lavaine : Alain
- 2016 : À fond de Nicolas Benamou : Danieli
- 2016 : Ma famille t'adore déjà ! de lui-même : Jean-Seb
- 2017 : L'Embarras du choix d'Éric Lavaine : Philippe
- 2017 : Le Monde secret des Emojis (The Emoji Movie) de Tony Leondis : Gene (voix française)
- 2017 : Les Nouvelles Aventures de Cendrillon de Lionel Steketee : le baby-sitter
- 2018 : Gaston Lagaffe de Pierre-François Martin-Laval : M. De Mesmaeker
- 2019 : Toute ressemblance… de Michel Denisot : Thierry Morgan
- 2019 : Playmobil, le film (Playmobil : The Movie) de Lino DiSalvo : Empereur Maximus (voix française)
- 2021 : Mystère à Saint-Tropez de Nicolas Benamou : Cyril
- 2021 : Un tour chez ma fille d'Éric Lavaine : Alain
- 2021 : Attention au départ ! de Benjamin Euvrard : Benjamin
- 2021 : Baby Boss 2 : Une affaire de famille : Docteur Armstrong (voix)
- 2022 : Irréductible de lui-même : Vincent Peltier
- 2022 : Jack Mimoun et les secrets de Val Verde de Malik Bentalha et Ludovic Colbeau-Justin : Bruno Quézac
- 2022 : Plancha d'Éric Lavaine : Jean-Michel
- 2023 : Astérix et Obélix : L'Empire du Milieu de Guillaume Canet : Abraracourcix
- 2024 : Les Chèvres ! de Fred Cavayé : Maître Valvert
- 2025 : Les Schtroumpfs, le film (Smurfs) de Chris Miller : Schtroumpf Sans-Nom (voix française)
- 2025 : L'Accident de piano de Quentin Dupieux : Patrick Balandras
- 2025 : Marsupilami de Philippe Lacheau

### Télévision

#### Séries télévisées
- 2010 : Bob Ghetto : DJ Kévin
- 2013 : Y'a pas d'âge : Simon
- 2022 : Le Flambeau : Les Aventuriers de Chupacabra[24] : Le présentateur
- 2022 : Irma Vep : Le producteur de Dreamscape
- 2025 : Astérix et Obélix : Le Combat des chefs : Maman César / Blackangus (voix)[25]

#### Téléfilm
- 2020 : I Love You coiffure de Muriel Robin : Le directeur de la maison de retraite

#### Emissions de télévision
- 1996 : Miracle à 3 (dans l'Aube)
- 1997 - 1999 : Graines de star
- 1998 - 2000 : Rince ta baignoire
- 2000 : Chante, la vie chante
- 2002 : L'Hypershow
- 2007 : La télé pète les plombs
- 2024 : LOL : qui rit, sort !
- 2024 : Le Monde magique de Jérôme Commandeur

### Réalisateur
- 2016 : Ma famille t'adore déjà !, (co-réalisé avec Alan Corno)
- 2022 : Irréductible
- 2025 : T'as pas changé[26]

## Émissions de télévision
Sont listées ici seulement les émissions où Jérôme Commandeur est un participant actif et non un simple invité.
- 2011 : Qui veut gagner des millions ? en compagnie de Michel Boujenah

- 2016 : Money Drop en compagnie de Marie-Anne Chazel
- 2018 : présente le jeu Burger Quiz sur TMC

## Internet
- 2022 : Hot Ones, présentée par Kyan Khojandi

## Spectacles
- 2008 : Jérôme Commandeur se fait discret au Palais des glaces
- 2009 : Arnaud Ducret – Pareil… mais en mieux (Metteur en scène)
- 2009 : Jérôme Commandeur se fait discret – Saison 2 à la Comédie de Paris
- 2010 : Jérôme Commandeur se fait discret – Saison 2 au Splendid
- 2011 : Jérôme Commandeur se fait discret – Saison 2 au Casino de Paris et à L'Olympia (en tournée dans toute la France)
- 2017 : La production de Jérôme Commandeur Little Bros Production dévoile le 12 juin 2017 l'affiche de la prétournée du nouveau spectacle.
- 2018 : Tout en douceur au Théâtre de la Gaîté-Montparnasse

## DVD
- 2011 : Jérôme Commandeur se fait discret, sortie le 3 novembre 2011

## Distinctions

### Nominations
- Molières 2018 : Molière de l'humour